# MACnifacence and MALLiciousness
Albums de Mac Mall
The Rebellion Against All There Is
(2012) Legal Business?
(2015)
MACnifacence and MALLiciousness est le neuvième album studio de Mac Mall, sorti le 18 mars 2014.

## Liste des titres
| No  | Titre                          | Durée |
| --- | ------------------------------ | ----- |
| 1.  | We Don't Turn Down             | 4:42  |
| 2.  | Mac's Routine                  | 5:00  |
| 3.  | It's All on Me                 | 4:44  |
| 4.  | Millionaire                    | 4:36  |
| 5.  | Backwards                      | 4:20  |
| 6.  | Drug of Choice                 | 4:48  |
| 7.  | Bonita Chica                   | 4:22  |
| 8.  | Really Rockin                  | 4:31  |
| 9.  | You Have 2 Choices (Interlude) | 1:07  |
| 10. | Like Nino                      | 3:25  |
| 11. | F Ya Life                      | 5:49  |
| 12. | What I Need                    | 4:03  |
| 13. | Joyful Song                    | 4:42  |